# Haplostomides otagoensis
Haplostomides otagoensis – gatunek widłonoga z rodziny Botryllophilidae. Nazwa naukowa tego gatunku skorupiaków została opublikowana w 2001 roku przez japońską zoolog Shigeko Ooishi. 